# Javier Sangro
Javier Sangro de Liniers, (Pau, Francia, 4 de septiembre de 1950 - Madrid, España, 31 de julio de 2020) fue un diplomático español.

## Biografía
Licenciado en Derecho ingresó en 1979 en la carrera diplomática. Estuvo destinado en las representaciones españolas en Arabia Saudí, Bélgica, Representación Permanente ante la Alianza Atlántica, Argelia, Reino Unido y Marruecos. Fue subdirector general de Administración de la Gestión Económica, en la Dirección General del Servicio Exterior, y subdirector general de América del Norte. 
En diciembre de 2002 fue designado embajador de España en la República Gabonesa; en 2006 embajador en Guinea Ecuatorial, y en septiembre de 2009, embajador de España en el Reino Hachemita de Jordania. Fue vocal asesor en la Dirección General de Relaciones Económicas Internacionales y subdirector general de Relaciones Económicas Bilaterales. Fue director general de Relaciones Económicas Internacionales (julio de 2015-mayo de 2017) y embajador de España en la República Oriental del Uruguay (mayo del 2017- marzo de 2019).
A propuesta de Josep Borrell, ministro de Asuntos Exteriores, Unión Europea y Cooperación, y previa deliberación del Consejo de Ministros en su reunión del día 18 de enero de 2019, fue ascendido a la categoría de Embajador de carrera. 
Colaboró en revistas especializadas de poesía, así como en el libro de Alfonso Viada Reunión y éxtasis. En 1994 publicó su primer libro de poemas, El último nudo -prologado por el también poeta Luis Alberto de Cuenca-, que obtuvo críticas elogiosas en los principales suplementos literarios. En 2000 publica su segundo poemario De todo lo visible y lo invisible, con ilustraciones del pintor ovetense José Pantaleón.
Falleció en Madrid el día 31 de julio de 2020 tras una larga enfermedad.